# Ligue italienne de protection des oiseaux
La Ligue italienne de protection des oiseaux (Lega Italiana Protezione Uccelli, abrégé en LIPU) est une association de défense de l'environnement italienne, fondée en 1965 dans le but principal de lutter contre l'élimination des oiseaux, mais aussi de conserver la nature grâce à l'éducation à l'environnement et la protection de la biodiversité en Italie,,.

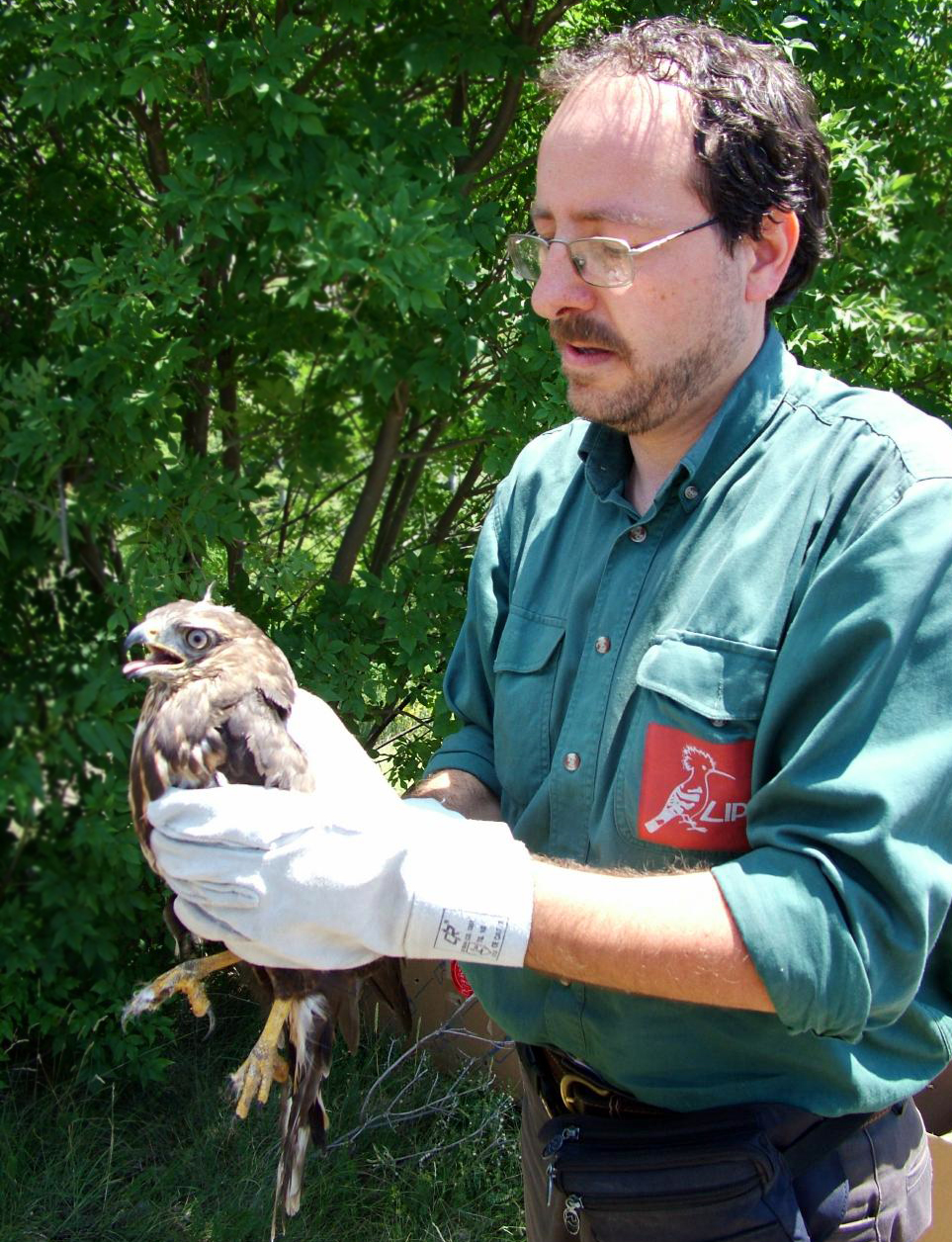
Un rapace est contrôlé par un bénévole de la LIPU dans un des centres de récupération. Un nombre élevé des animaux soignés fait partie des espèces en danger.

Avec plus de 30 000 adhérents, une centaine de sections locales et un millier de bénévoles, la LIPU est de loin la principale association italienne pour la protection des oiseaux,, ainsi qu'une des plus importantes associations de défense de l'environnement italiennes aux côtés de WWF Italie, Legambiente et Greenpeace Italie. En 2016, les 58 structures de la LIPU, réparties en « oasis naturelles » et « centres de récupération » (ces derniers soignant chaque année plus de 15 000 animaux blessés,) sont visités annuellement par plus de 200 000 personnes.
La LIPU est le partenaire en Italie de BirdLife International, la plus grande fédération mondiale d'associations pour la conservation des oiseaux et de la biodiversité,.

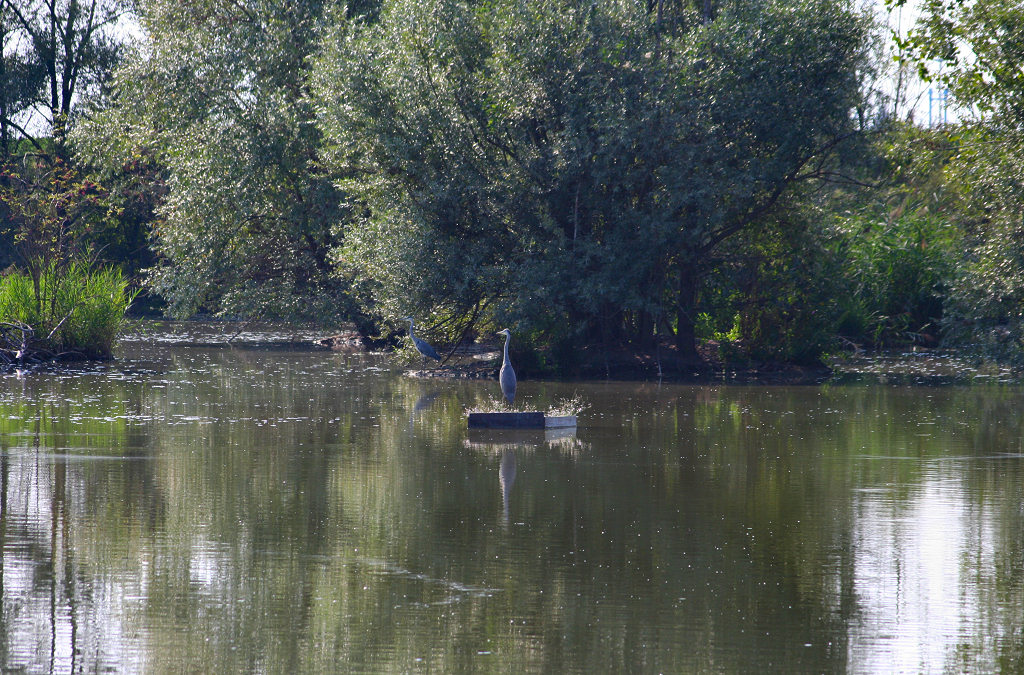
Deux hérons cendrés dans la réserve naturelle de Torrile et Trecasali en août 2006.